# Алекто
Алекто́ (грец. Ἀληκτώ — та, що ніколи не відпочиває) — ім'я однієї з ериній. Уособлення злості. Згадується у Вергілія та Данте. Сестра Тісіфони та Мегери.